# 14 Klassiker
14 Klassiker es un álbum de grandes éxitos de Army of Lovers, publicado en 2003 solo en Suecia por Universal. Contiene 14 de los mayores éxitos de la banda.
Utiliza la misma portada que Les Greatest Hits, pero con un fondo diferente.

## Lista de canciones
1. Crucified
2. Give My Life
3. My Army Of Lovers
4. Let The Sunshine In
5. Hands Up
6. Venus & Mars
7. Obsession
8. Ride The Bullet
9. Lit De Parade
10. Sexual Revolution
11. Life Is Fantastic
12. Israelism
13. King Midas
14. Supernatural

- Datos: Q4549945